# Кондромо
Кондромо (также Кондроме, Кондормо) — река в Эвенкийском районе Красноярского края России, правый приток Подкаменной Тунгуски. Длина реки — 164 км. Площадь водосборного бассейна — 4730 км².
Река берёт начало из небольшого болота в южной части Тунгусского плато, на высоте более 540 м над уровнем моря. От истока преимущественно течёт на юго-запад по холмистой тайге с преобладанием ели, берёзы, кедра и лиственницы. В среднем течении, выше впадения Сурингды, на правом берегу реки расположена охотничья база Кондормо. Впадает в Подкаменную Тунгуску по правому берегу на отметке 80 м над уровнем моря, выше впадения Вельмо, в 350 км от устья Подкаменной Тунгуски. Ширина перед устьем составляет 121 м при глубине 0,3 м, скорость течения в низовьях — 0,6 м/с. 

## Основные притоки
Указаны поименованные притоки длиной 30 км и более
| Название  | Расстояние от устья | Длина | Положение |
| --------- | ------------------- | ----- | --------- |
| Болодёкит | 40                  | 60    | левый     |
| Сурингда  | 48                  | 71    | правый    |
| Биракчан  | 64                  | 62    | правый    |
| Дявадякит | 91                  | 56    | правый    |

## Данные водного реестра
По данным государственного водного реестра России и геоинформационной системы водохозяйственного районирования территории РФ, подготовленной Федеральным агентством водных ресурсов:
- Бассейновый округ — Енисейский
- Речной бассейн — Енисей
- Речной подбассейн — Подкаменная Тунгуска
- Водохозяйственный участок — Подкаменная Тунгуска от впадения Чуни до устья
- Код водного объекта — 17010500312116100048445